# 拉多梅什利
拉多梅什利（烏克蘭語：Радомишль，羅馬化：Radomyshl，發音：[rɐˈdɔmɪʃlʲ] ⓘ）是乌克兰日托米爾州日托米爾區拉多梅什利市镇内的城市及该市镇的行政中心，2020年7月18日前为拉多梅什利區的行政中心。該市位於捷捷列夫河左岸，距離州府日托米爾48公里，面積6.5平方公里，海拔高度162米，2022年人口数量为13,685人。

## 友好城市
- 波蘭 利馬諾瓦
- 波蘭 亚斯沃

## 当地名人
- 奧歷山大·辛真高（1996年—），乌克兰足球运动员，司职左后卫及中场。
- 伊霍爾·赫拉西門科（烏克蘭語：Герасименко Ігор Леонідович）（1984年—），烏克蘭空降突擊軍上校，烏克蘭英雄。

## 图集

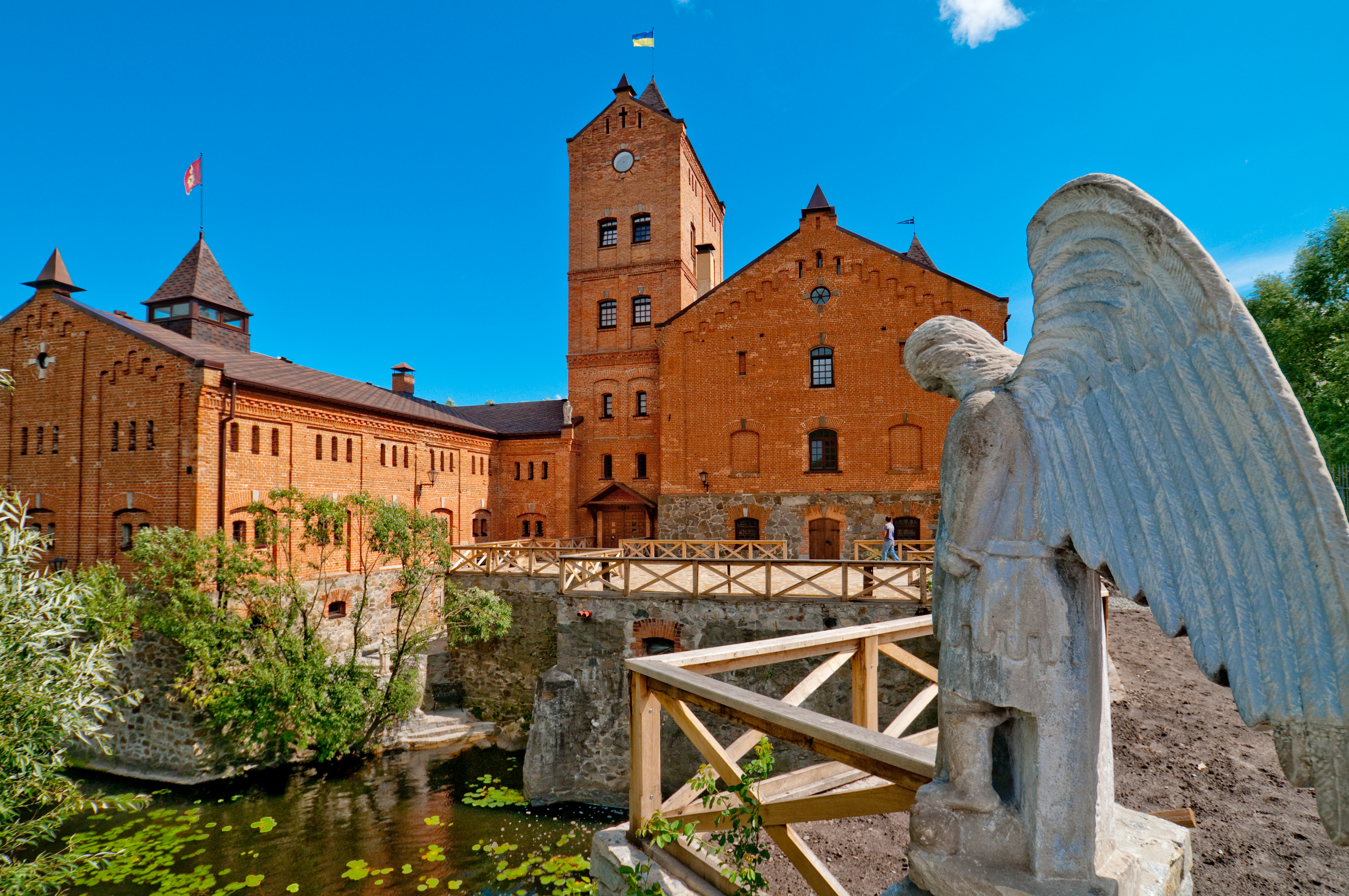
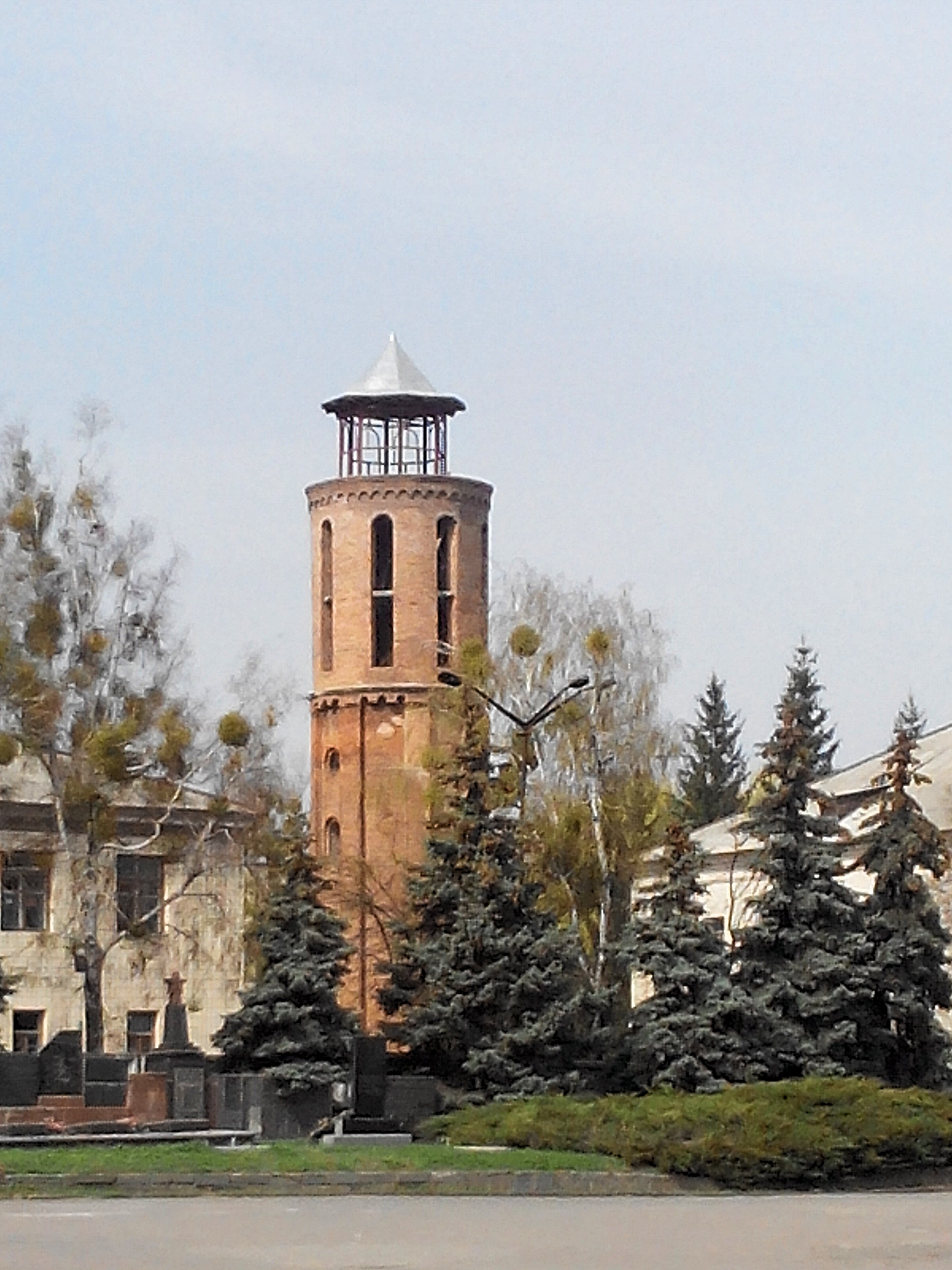
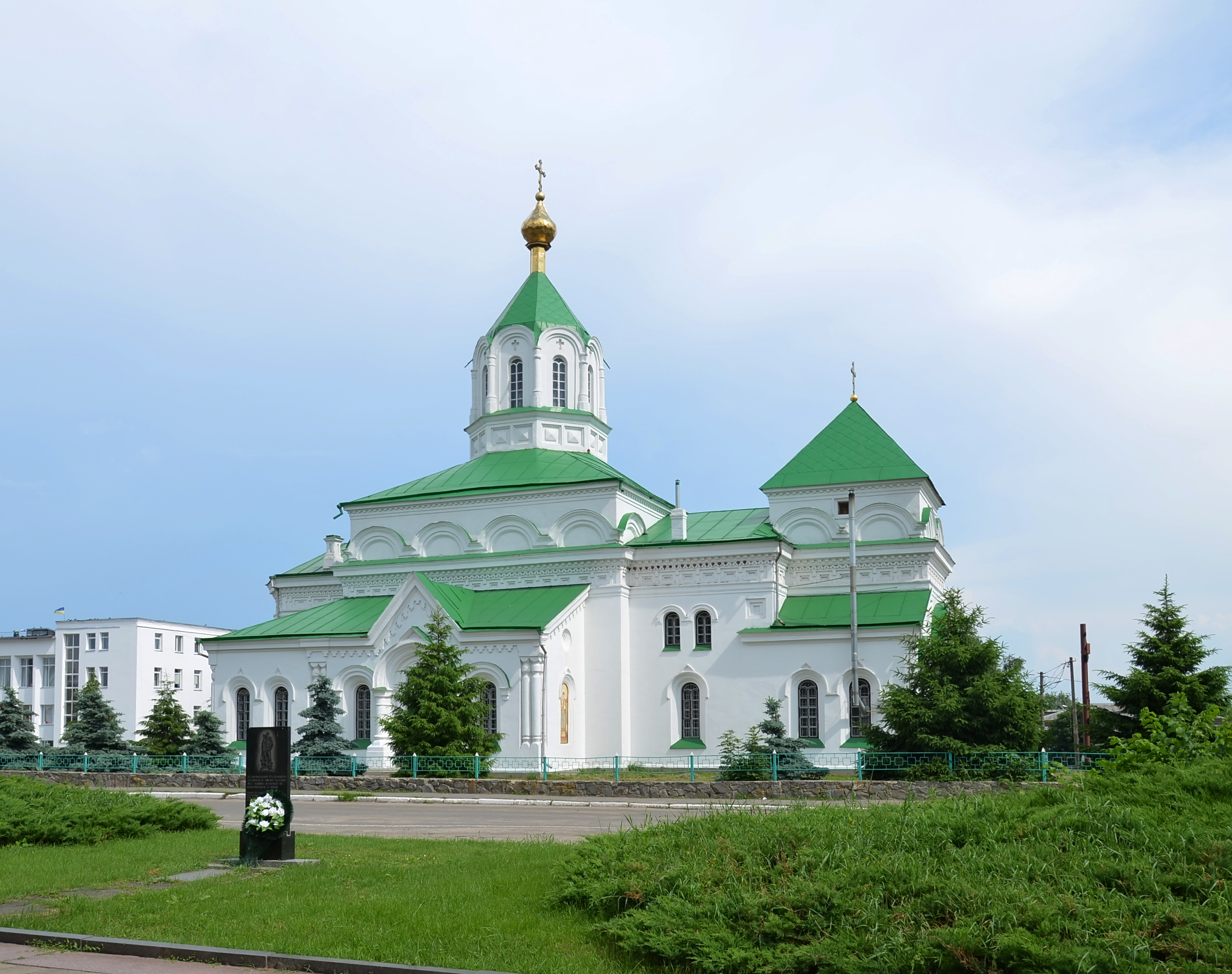
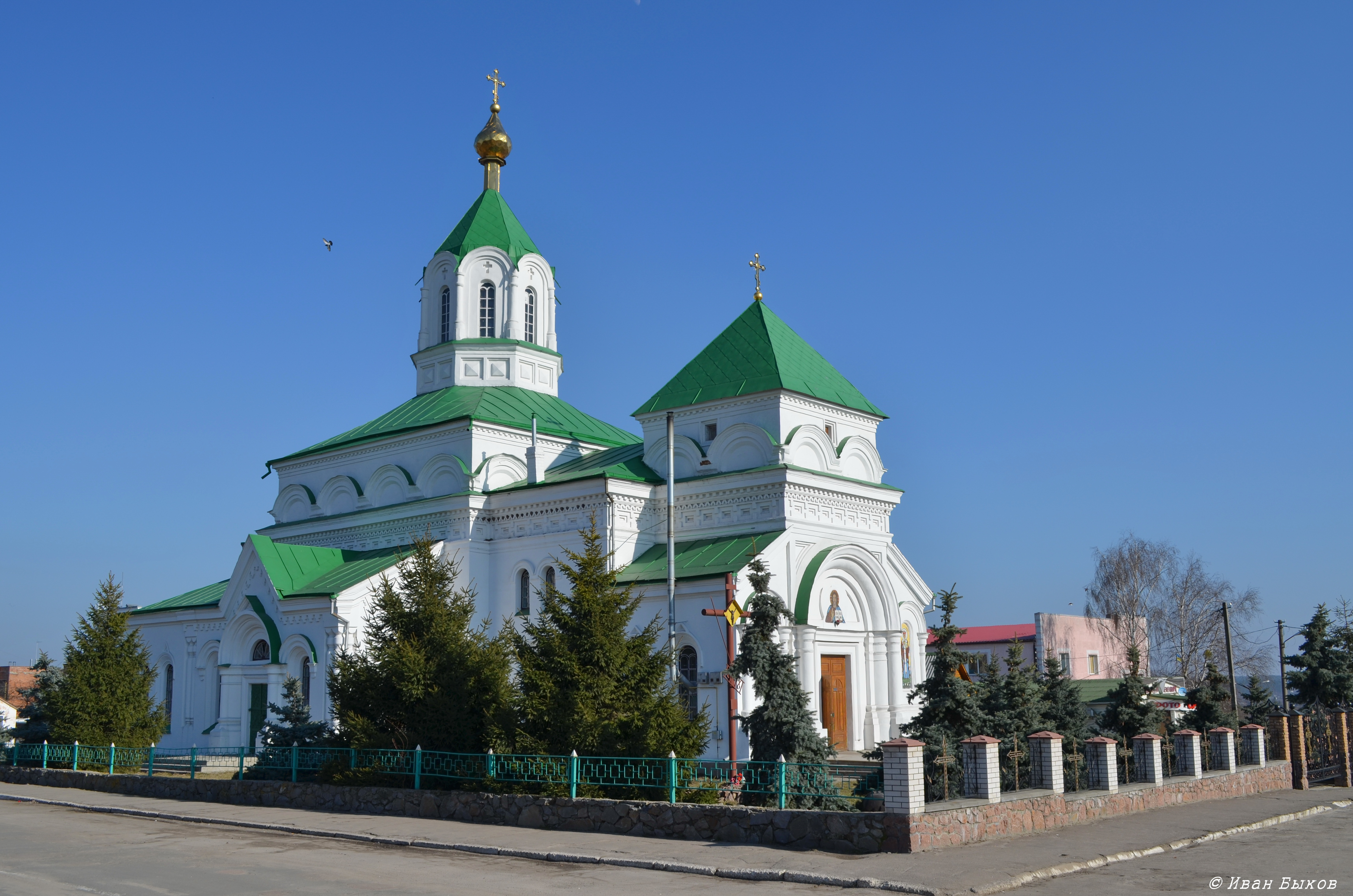
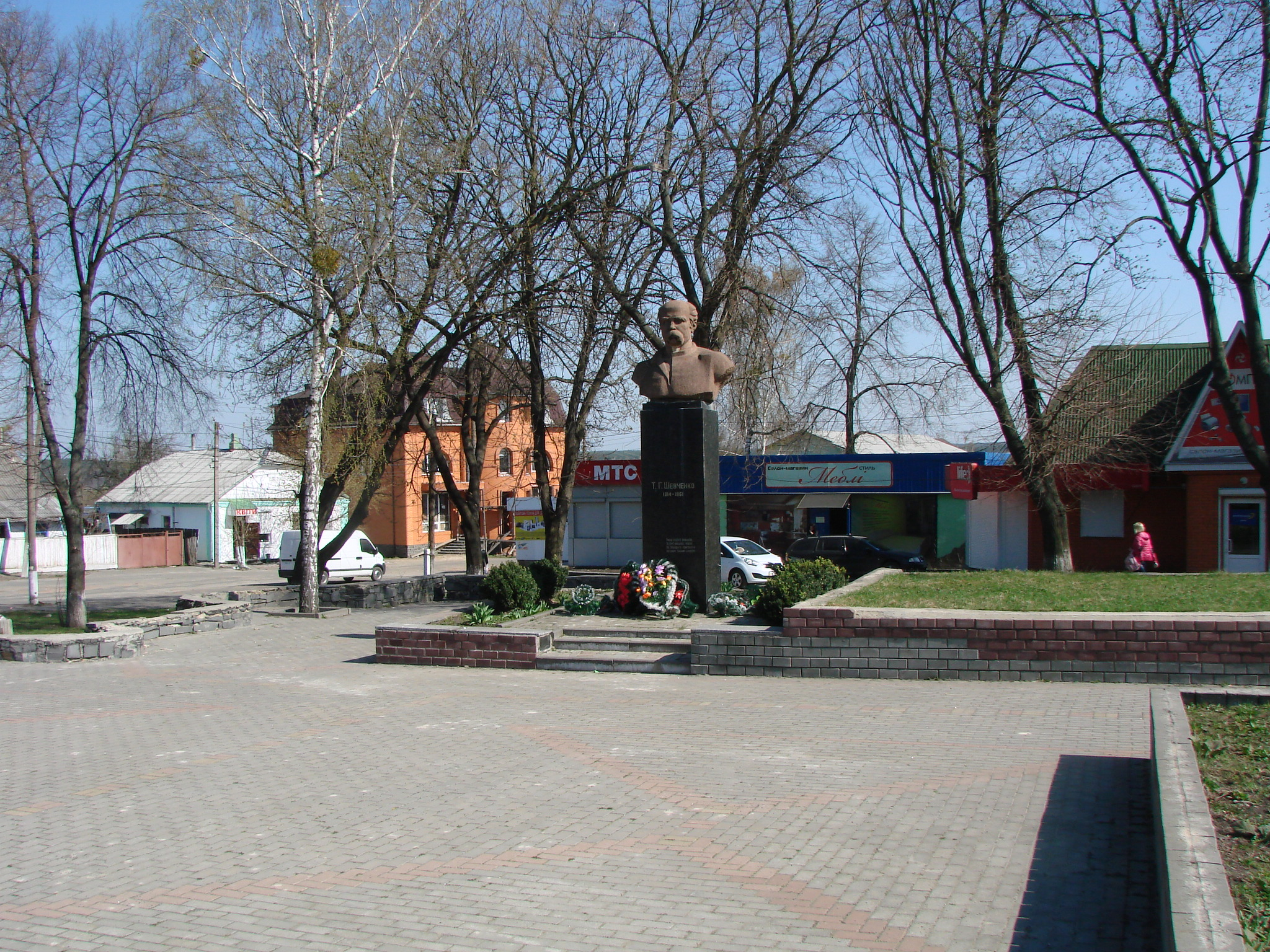
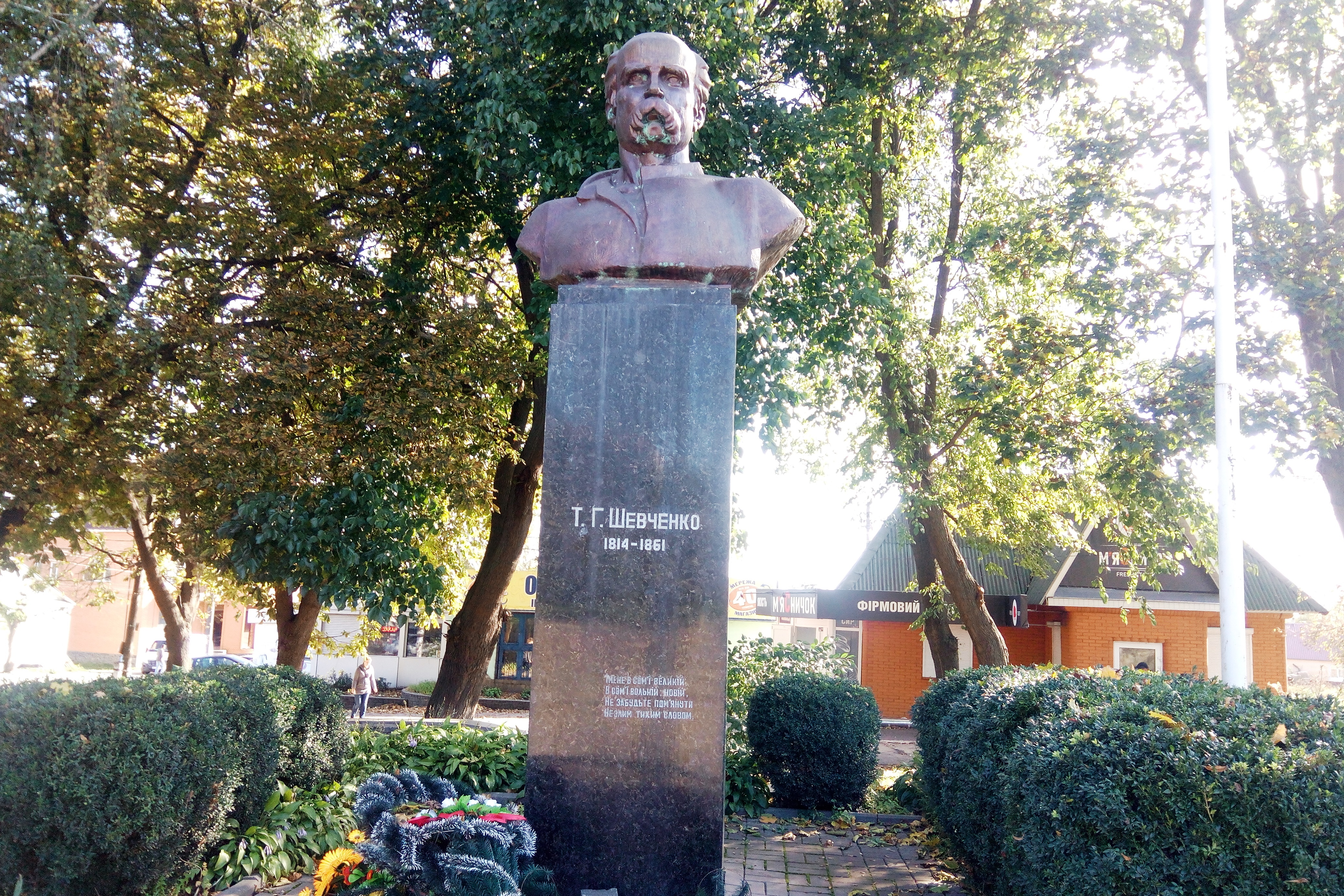
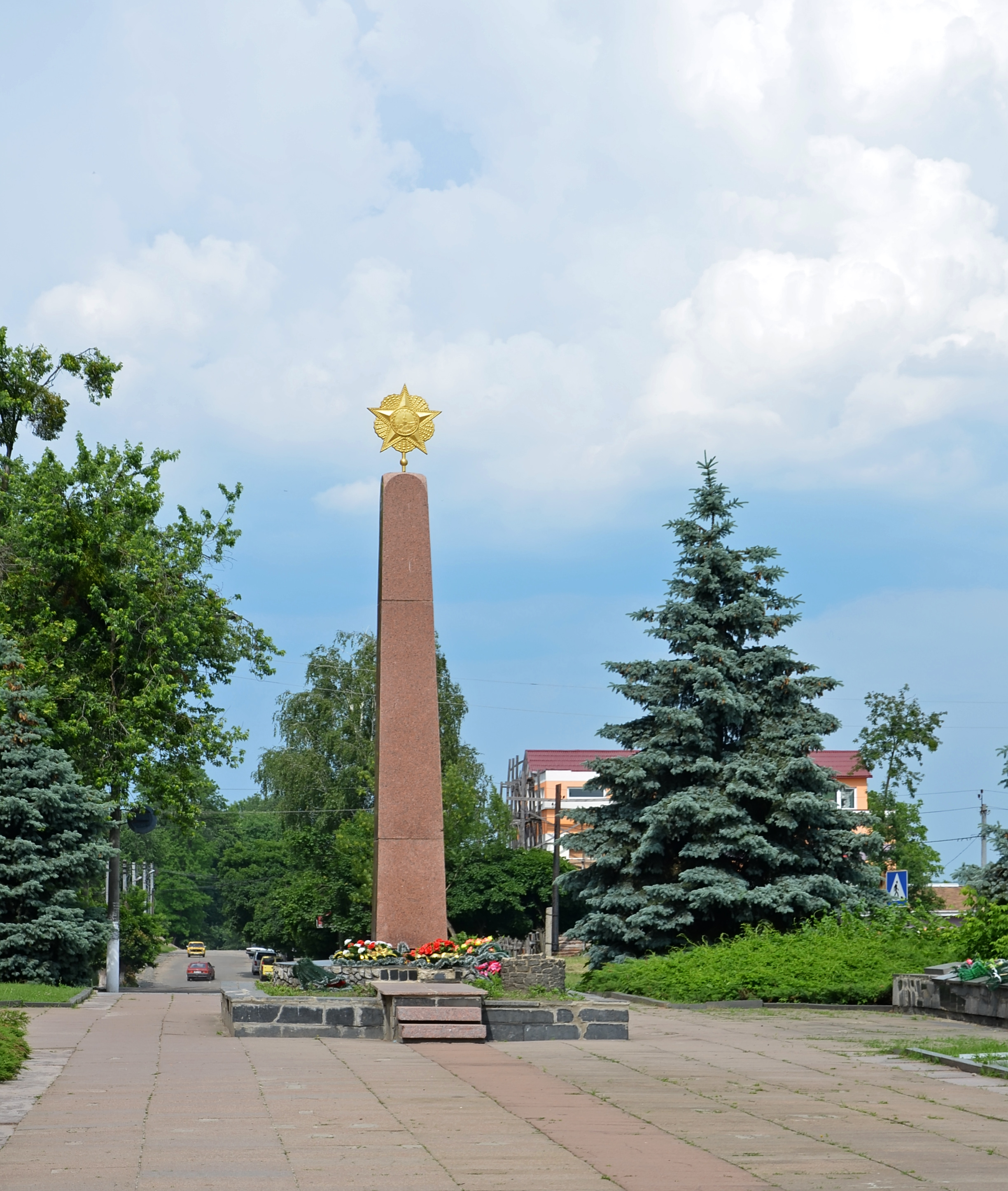
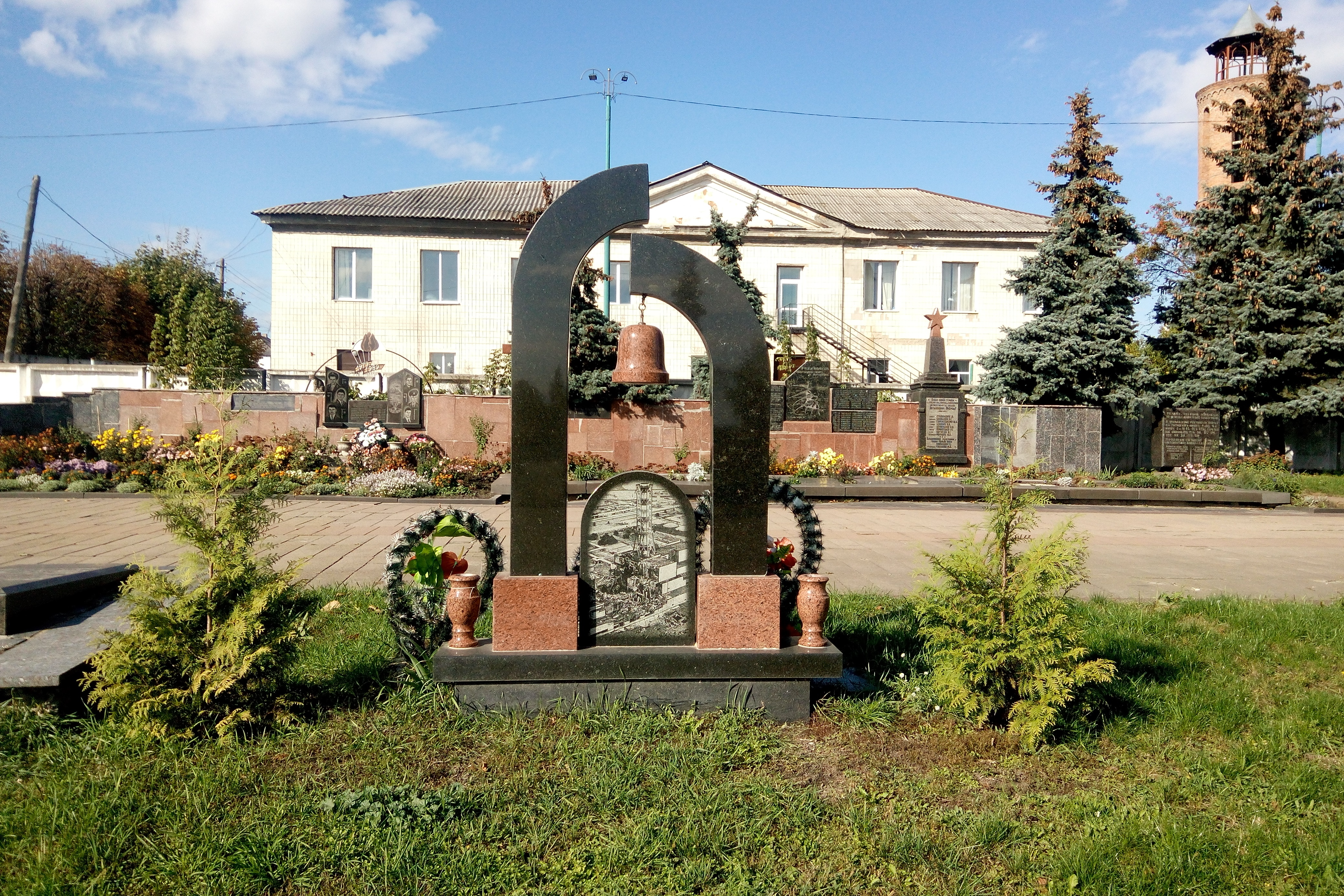